# Pornic
Pornic település Franciaországban, Loire-Atlantique megyében. Lakosainak száma 18 382 fő (2022. január 1.). Pornic Saint-Père-en-Retz, Chaumes-en-Retz, La Bernerie-en-Retz, Villeneuve-en-Retz, Chauvé, Les Moutiers-en-Retz, La Plaine-sur-Mer, Préfailles, Saint-Hilaire-de-Chaléons és Saint-Michel-Chef-Chef községekkel határos.

## Népesség
A település népességének változása:
| Lakosok száma | 2795 | 8704 | 11 903 | 13 681 | 14 288 | 14 902 | 15 018 | 15 570 | 16 886 | 18 382 |
|               | 1968 | 1982 | 1999   | 2006   | 2013   | 2015   | 2017   | 2018   | 2020   | 2022   |